# Voyager Golden Record
Voyager Golden Records er to fonografiske plader der var fastgjort på de to Voyagerrumsonder, der blev opsendt i 1977. Pladerne indeholder lyde og billeder, der er udvalgt til at vise diversiteten af livet og kultur på Jorden, og de er tilsigtet intelligent udenjordiskesformer, eller fremtidige mennesker, der måtte finde dem. Pladerne bliver betragtet som en slags tidskapsel.
Selvom ingen af Voyager-rumfartøjerne bevæger sig mod nogen særlig stjerne, så vil Voyager 1 passere i en afstand af 1,6 lysår af stjernen Gliese 445, der befinder sig i stjernebilledet Giraffen, om omkring 40.000 år.
Carl Sagan bemærkede at "Rumfartøjet bliver fundet og pladen bliver spillet udelukkende der findes avancerede rumfarende civilisationer i det ydre rum, men opsendelsen af denne "flaske" i det kosmiske "hav" fortæller noget meget håbefuldt om denne planet." 